# Färnäs
Färnäs è un'area urbana della Svezia situata nel comune di Mora, contea di Dalarna.
La popolazione rilevata nel censimento 2010 era di 988 abitanti .